# Castillo de San Felipe (Los Escullos)
El castillo de San Felipe es un fuerte abaluartado, costero y fusilero, situado sobre un monte en la punta del Esparto, en la localidad de Los Escullos en el municipio de Níjar, provincia de Almería, Andalucía, España. Código AL-CAS-153.

## Historia
Fue construido en 1771, durante el reinado de Carlos III de España. Restaurado en 1991 y de acceso libre al exterior, se encuentra en buen estado de conservación. Es propiedad de la Junta de Andalucía.

## Protección
Está catalogado como Bien de Interés Cultural, con la categoría de Monumento, por la resolución de 22 de junio de 1993.
Se encuentra bajo la protección de la Declaración genérica del Decreto de 22 de abril de 1949 y la Ley 16/1985 de 25 de junio (BOE número 155 de 29 de junio de 1985) sobre el Patrimonio Histórico Español. La Junta de Andalucía otorgó un reconocimiento especial a los castillos de la Comunidad Autónoma de Andalucía en 1993.

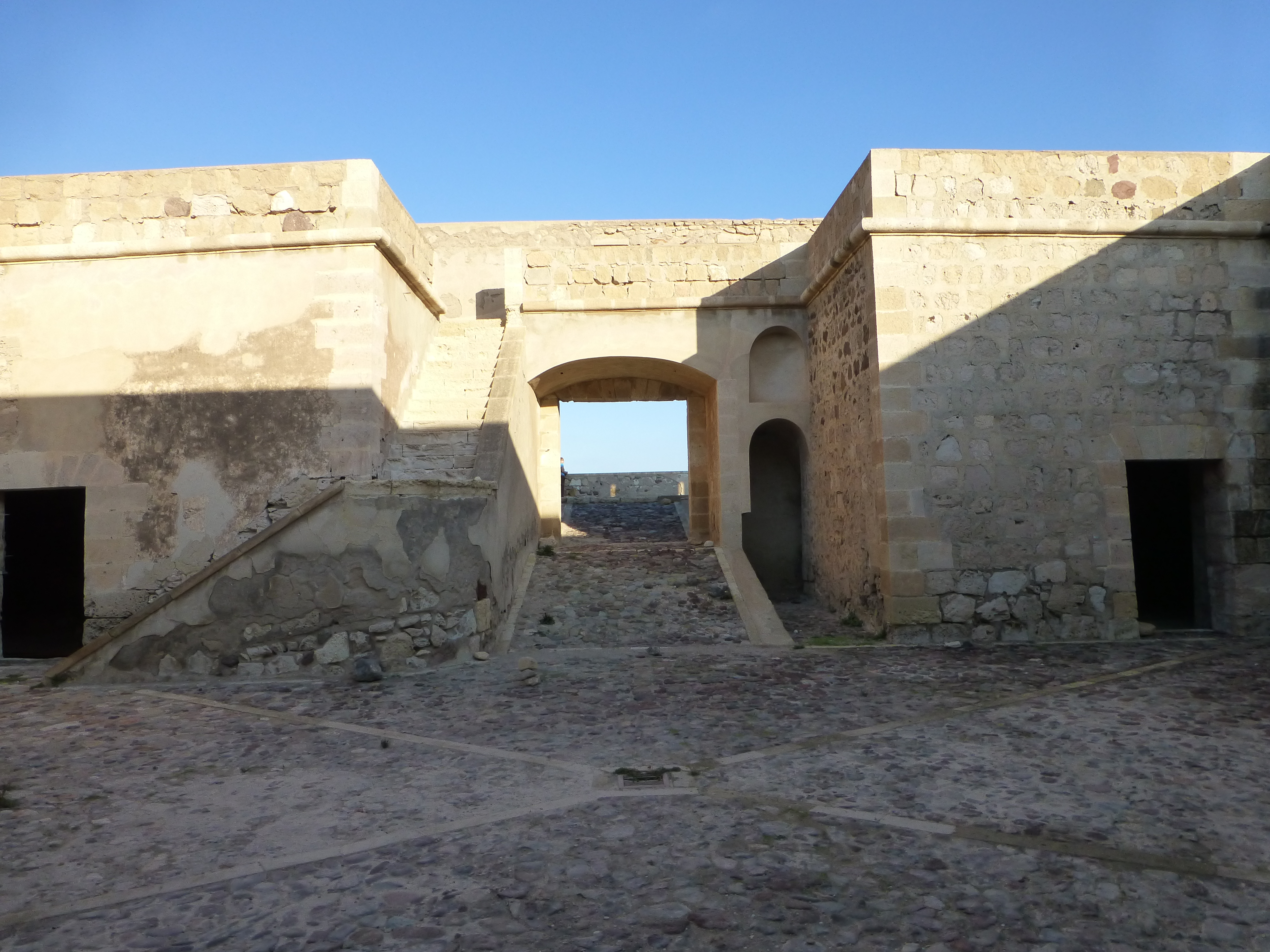
Patio del castillo de San Felipe.